# İstanbul Cup 2016
İstanbul Cup 2016 (також відомий під назвою TEB BNP Paribas İstanbul Cup за назвою спонсора) — тенісний турнір, що проходив на кортах з ґрунтовим покриттям. Це був 9-й за ліком Istanbul Cup. Належав до категорії International у рамках Туру WTA 2016. Відбувся в Стамбулі (Туреччина). Тривав з 18 до 24 квітня 2016 року.

## Очки і призові
| Дисципліна              | П   | Ф   | ПФ  | ЧФ | 1/8 | 1/16 | Q   | Q2  | Q1  |
| Жінки, одиночний розряд | 280 | 180 | 110 | 60 | 30  | 1    | 18  | 12  | 1   |
| Жінки, парний розряд    | 280 | 180 | 110 | 60 | 1   | Н/Д  | Н/Д | Н/Д | Н/Д |

### Розподіл призових грошей
| Дисципліна              | П       | F       | ПФ      | ЧФ     | 1/8    | 1/16   | Q2     | Q1   |
| Жінки, одиночний розряд | $43,000 | $21,400 | $11,500 | $6,175 | $3,400 | $2,100 | $1,020 | $600 |
| Жінки, парний розряд    | $12,300 | $6,400  | $3,435  | $1,820 | $960   | Н/Д    | Н/Д    | Н/Д  |

## Учасниці основної сітки в одиночному розряді

### Сіяні пари
| Країна     | Гравчиня               | Рейтинг1 | Сіяна |
| ---------- | ---------------------- | -------- | ----- |
| Словаччина | Анна Кароліна Шмідлова | 34       | 1     |
| Бельгія    | Яніна Вікмаєр          | 42       | 2     |
| Україна    | Леся Цуренко           | 43       | 3     |
| Бельгія    | Кірстен Фліпкенс       | 59       | 4     |
| Чорногорія | Данка Ковінич          | 61       | 5     |
| Японія     | Нао Хібіно             | 66       | 6     |
| Україна    | Катерина Бондаренко    | 67       | 7     |
| Швеція     | Юганна Ларссон         | 69       | 8     |

- Рейтинг подано станом на 11 квітня 2016.

### Інші учасниці
Учасниці, що отримали вайлд-кард на участь в основній сітці:
- Айла Аксу
- Іпек Сойлу
- Даяна Ястремська

Нижче наведено гравчинь, які пробились в основну сітку через стадію кваліфікації:
- Сорана Кирстя
- Река-Луца Яні
- Крістіна Кучова
- Марина Мельникова
- Марія Саккарі
- Марина Заневська

### Знялись з турніру
До початку турніру
- Вікторія Азаренко → її замінила  Александра Дулгеру
- Петра Цетковська → її замінила  Чагла Бююкакчай
- Ірина Фалконі → її замінила  Стефані Фегеле
- Каміла Джорджі (взяла участь у турнірі в Штутгарті) → її замінила  Цветана Піронкова
- Луціє Градецька → її замінила  Донна Векич
- Юлія Путінцева → її замінила  Катерина Козлова
- Лора Робсон (взяла участь у турнірі в Штутгарті) → її замінила  Курумі Нара
- Ярослава Шведова → її замінила  Анастасія Севастова
- Алісон ван Ейтванк → її замінила  Ольга Говорцова
- Гезер Вотсон → її замінила  Олександра Соснович
- Каролін Возняцкі (травма гомілковостопного суглобу)[1] → її замінила  Андрея Міту

## Учасниці основної сітки в парному розряді

### Сіяні
| Країна    | Гравчиня            | Країна     | Гравчиня       | Рейтинг1 | Сіяна |
| --------- | ------------------- | ---------- | -------------- | -------- | ----- |
| Україна   | Катерина Бондаренко | Україна    | Ольга Савчук   | 89       | 1     |
| Грузія    | Оксана Калашникова  | Швеція     | Юганна Ларссон | 96       | 2     |
| Швейцарія | Ксенія Нолл         | Чорногорія | Данка Ковінич  | 201      | 3     |
| Росія     | Валентина Івахненко | Білорусь   | Лідія Морозова | 219      | 4     |

- 1 Рейтинг подано станом на 11 квітня 2016.

### Інші учасниці
Пари, що отримали вайлд-кард на участь в основній сітці:
- Айла Аксу /  Меліс Сезер
- Чагла Бююкакчай /  Анна Кароліна Шмідлова

### Знялись з турніру
Під час турніру
- Нао Хібіно (травма правого плеча)
- Данка Ковінич (розтягнення правого підколінного сухожилля)

### Завершили кар'єру
- Марина Заневська (травма лівого плеча)

## Переможниці та фіналістки

### Одиночний розряд
- Чагла Бююкакчай —  Данка Ковінич, 3–6, 6–2, 6–3.

### Парний розряд
- Андрея Міту /  Іпек Сойлу —  Ксенія Нолл /  Данка Ковінич, walkover